# Parafia św. Jana Kronsztadzkiego w Hamburgu
Parafia św. Jana Kronsztadzkiego – parafia prawosławna w Hamburgu, należąca do eparchii berlińskiej i niemieckiej Rosyjskiego Kościoła Prawosławnego. Jest to jedna z najmłodszych parafii rosyjskich na terenie Niemiec, powstała w styczniu 2001.
Parafia została powołana z inicjatywy kilku rodzin rosyjskich zamieszkałych na stałe w Hamburgu oraz ks. Borysa Ustimienko, zwierzchnika północnego dekanatu eparchii berlińskiej i niemieckiej. Uzyskał on na potrzeby prawosławnych Rosjan pomieszczenie, które dotąd należało do grupy wiernych Serbskiego Kościoła Prawosławnego. W grudniu 2004 wspólnota otrzymała za symboliczną kwotę 1 euro neogotycki budynek dawnego Kościoła Łaski w Hamburgu, na mocy stosownego porozumienia między władzami miasta a Kościołem Ewangelickim. 30 maja 2007 obiekt został wyświęcony na cerkiew przez metropolitę smoleńskiego Cyryla.
Parafia pozostaje w dobrych stosunkach z działającą w tym samym mieście wspólnotą podległą Rosyjskiemu Kościołowi Prawosławnemu poza granicami Rosji (parafią św. Prokopiusza), chociaż powstanie w Hamburgu parafii podległej patriarsze Moskwy skłoniło część wiernych Cerkwi zagranicznej do zmiany jurysdykcji.